# Rachel Mariembé
 (février 2025).
Motif : Sources ? Notoriété ?
- Archive Wikiwix
- Bing
- Cairn
- DuckDuckGo
- E. Universalis
- Gallica
- Google
- G. Books
- G. News
- G. Scholar
- Persée
- Qwant
- (zh) Baidu
- (ru) Yandex
- (wd) trouver des œuvres sur Wikidata

| 1. | Préciser le motif de la pose du bandeau. | Précisez le motif de la pose du bandeau en utilisant la syntaxe suivante : {{admissibilité à vérifier\|date=juin 2025\|motif=remplacez ce texte par le motif}}                       |
| 2. | Informer les utilisateurs concernés.     | Pensez à avertir le créateur de l'article, par exemple, en insérant le code ci-dessous sur sa page de discussion : {{subst:avertissement admissibilité à vérifier\|Rachel Mariembé}} |

 (février 2025).
Rachel Mariembé, née le 23 novembre 1980 au Cameroun, est une archéologue, conservatrice, muséographe, écrivaine, enseignante et chercheure camerounaise dans les domaines du patrimoine et de la muséologie.

## Biographie

### Enfance, jeunesse et débuts
Rachel naît le 23 novembre 1980 au Cameroun,. Elle obtient son diplôme d'études approfondies en archéologie et en gestion du patrimoine à l'université de Douala au Cameroun. Elle devient docteur après avoir soutenu une thèse de doctorat en science du patrimoine. Elle occupe actuellement le poste de chef de département des études en patrimoine et muséologie à l'institut des Beaux-Arts de Nkongsamba - Université de Douala,,. Elle occupe aussi le poste de chef du laboratoire des sciences du patrimoine et des arts, sciences du patrimoine de l'unité doctorale des sciences humaines à l'Université de Douala. Elle est également experte nationale sur le développement du site du patrimoine mondial de l'UNESCO pour la traite négrière de Bimbia, sur la côte du sud-ouest du Cameroun. 

### Carrière
Elle dirige l'inventaire du patrimoine matériel dans 17 chefferies de l'Ouest Cameroun, et participe à la réalisation d'expositions dans 7 musées communautaires dits « Case Patrimoniale ». De 2009 à 2013, elle travaille en tant que directrice adjointe  au Musée des civilisations de Dschang.  
Elle est commissaire associée de l’exposition au Musée du Quai Branly - Jacques-Chirac intitulée « Sur la Route des Chefferies du Cameroun : du visible à l’invisible »,,,,. Elle est active dans la recherche de provenance et de partenariat, et dans la sensibilisation des Collectivités Territoriales Décentralisées sur l’importance de la valorisation du patrimoine culturel au Cameroun. De même, elle contribue en grande partie à l’élaboration du dossier de candidature de la fête du Ngouon, afin de favoriser son inscription sur la liste représentative du patrimoine culturel immatériel de l’humanité. Elle dépose également la candidature de la ville de Nkongsamba au Réseau des Villes Créatives de l’UNESCO, qui aboutit en 2023.  
Dans ses différents domaines de recherche, il existe la documentation des biens culturels, la promotion des lieux de mémoire tels que les musées, l’implication des communautés dans le processus de valorisation du patrimoine culturel, la conservation communautaire, le développement dans le secteur du tourisme dans plusieurs territoires du Cameroun. À travers des éléments culturels matériels et immatériels, la recherche de provenance et son historique, la mise en œuvre de cadres collaboratifs dans la recherche de provenance et la sensibilisation des Collectivités Territoriales Décentralisées (CTD) à l’importance de la valorisation du patrimoine culturel.  

## Ouvrages
Rachel Mariembe, L'habitat dans le royaume Bamoun, Éditions universitaires européennes, 2017, 104 p. (ISBN 3639545826, EAN 9783639545821),,
Djache Sylvain, Olohou Cindy et Mariembe Rachel, Sur la route des chefferies du Cameroun : du visible à l'invisible, Paris, Skira Paris, 2022 (ISBN 9782370741820)